# Hochberg (Heidenheimer Alb)
Der Hochberg ist eine 648,1 m ü. NHN hohe Erhebung zwischen Heidenheim an der Brenz und Küpfendorf. Am Fuße des Berges gibt es einen Schlepplift und die Rettungsstation der DRK Bergwacht Heidenheim. In den Sommermonaten stehen Mountainbikefahrern Abfahrten für Anfänger und Fortgeschrittene zur Verfügung, im Winter ist der Lift bei guter Schneelage für Skifahrer geöffnet.

## Lage
Der Hochberg liegt in waldreicher Lage inmitten der Ostalb, des östlichen Teils der Schwäbischen Alb. Er erstreckt sich vom Westen der Gemarkung Heidenheim bis in die Gemarkung Steinheim, wo er auch seine höchste Erhebung erreicht.

Ausgewählte Bilder des Hochbergs
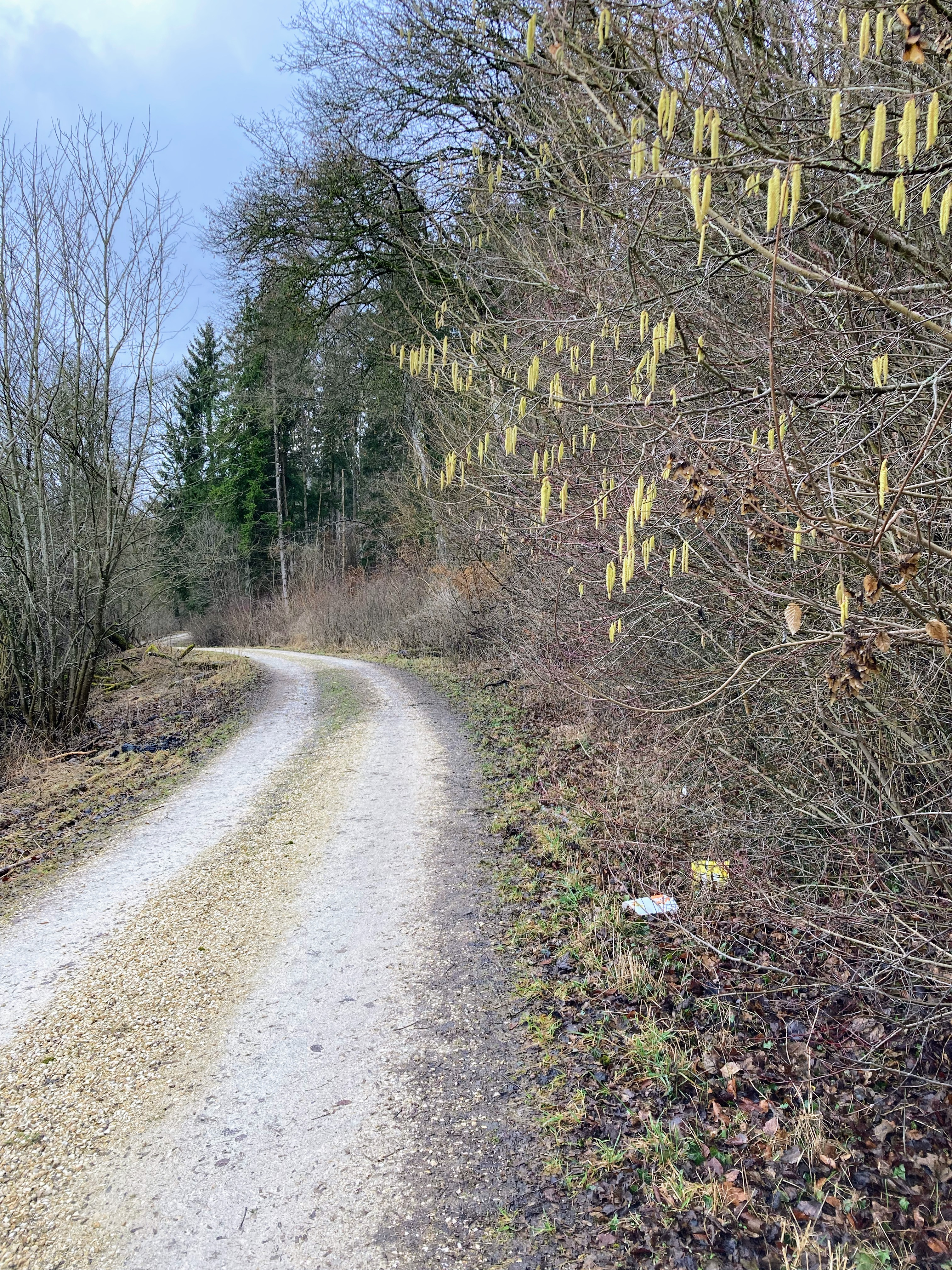
Hochberg (2022), Aufstieg über den Hochbergweg
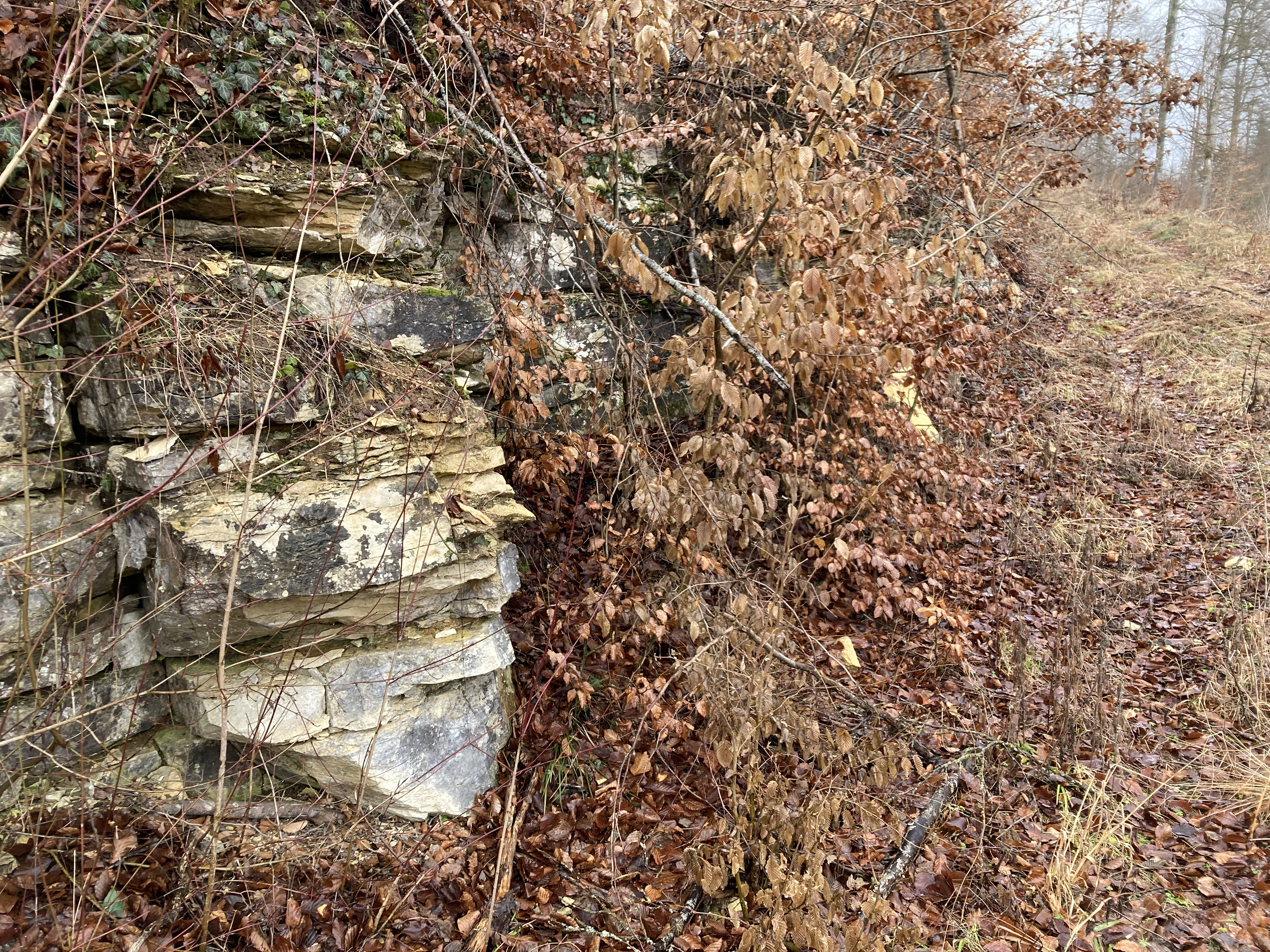
Hochberg (2022), Aufschluss am Hochbergweg
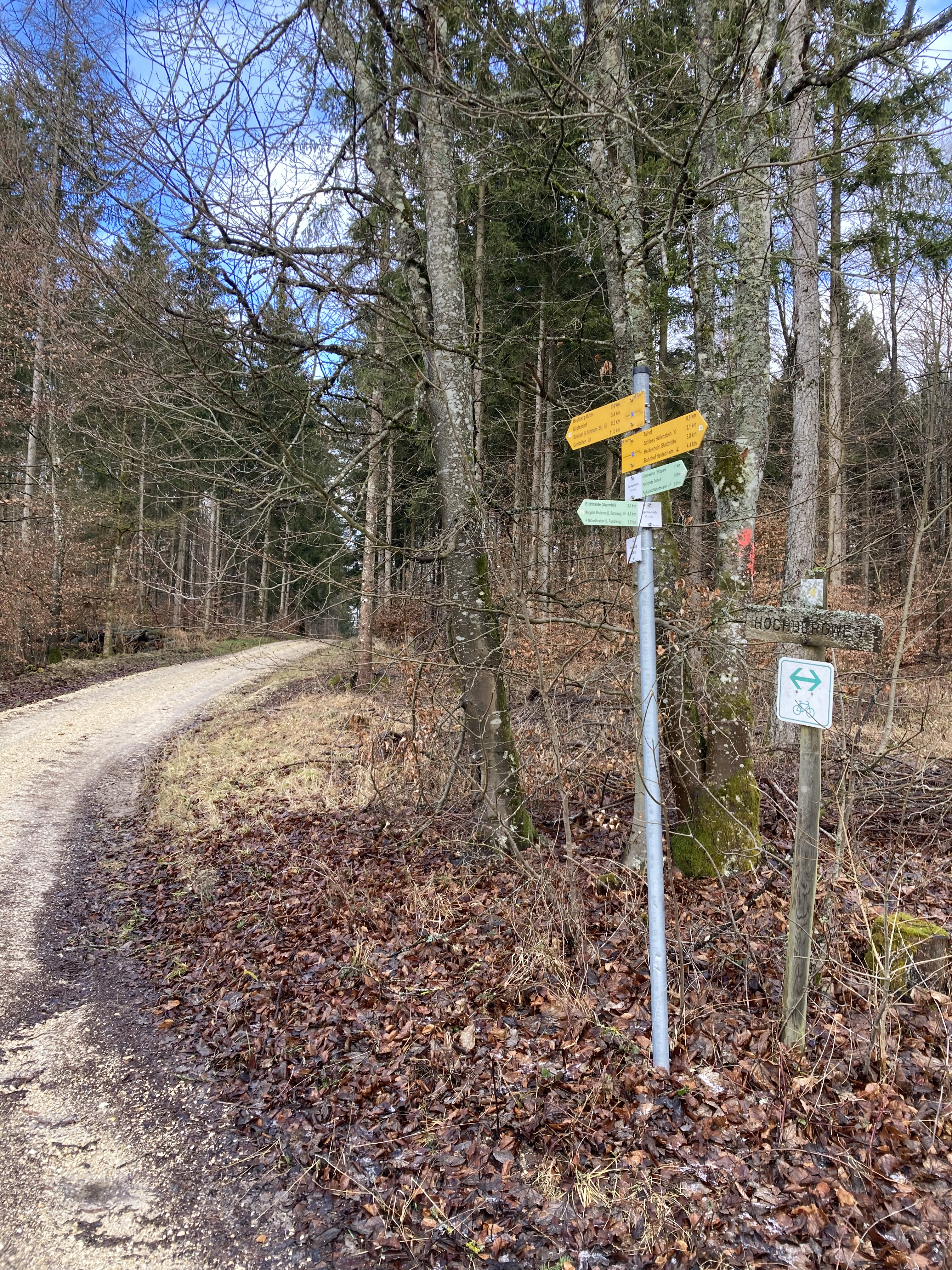
Hochberg (2022), Wegkreuzung am Hochbergweg
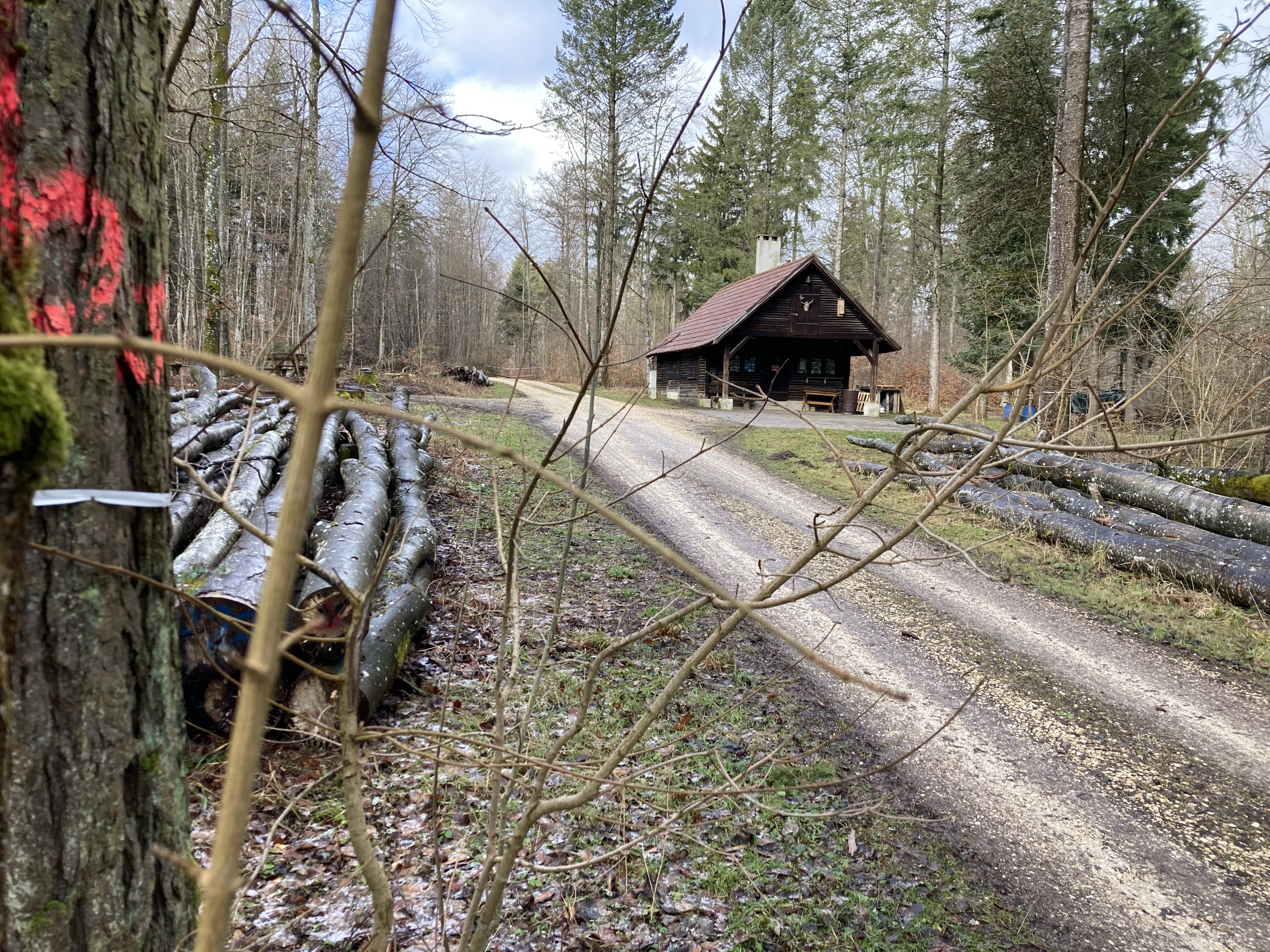
Hochberg (2022), Blockhütte mit Grillplatz nahe dem oberen Ende des Lifts
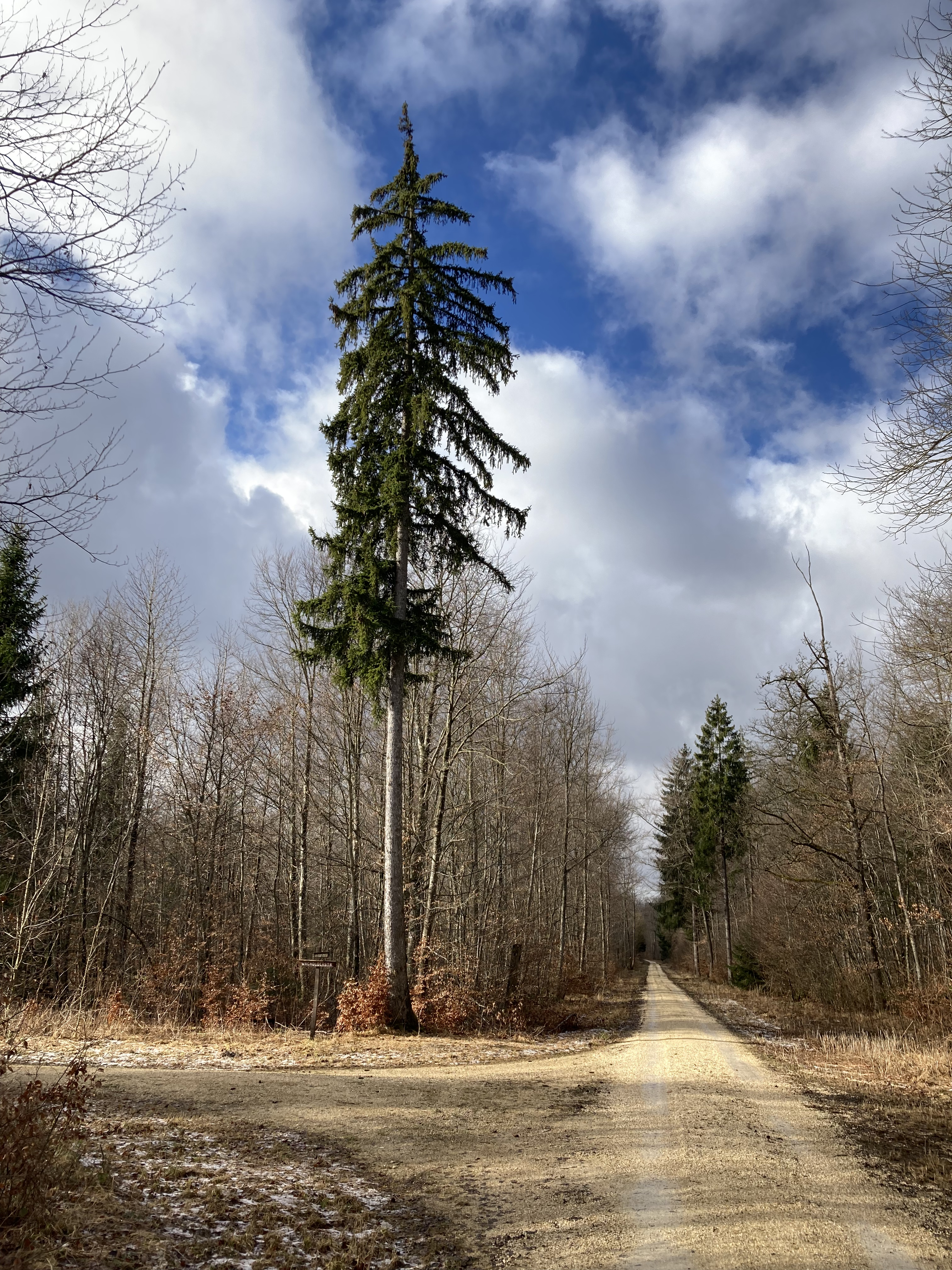
Hochberg (2022), Wegkreuzung auf der Hochfläche
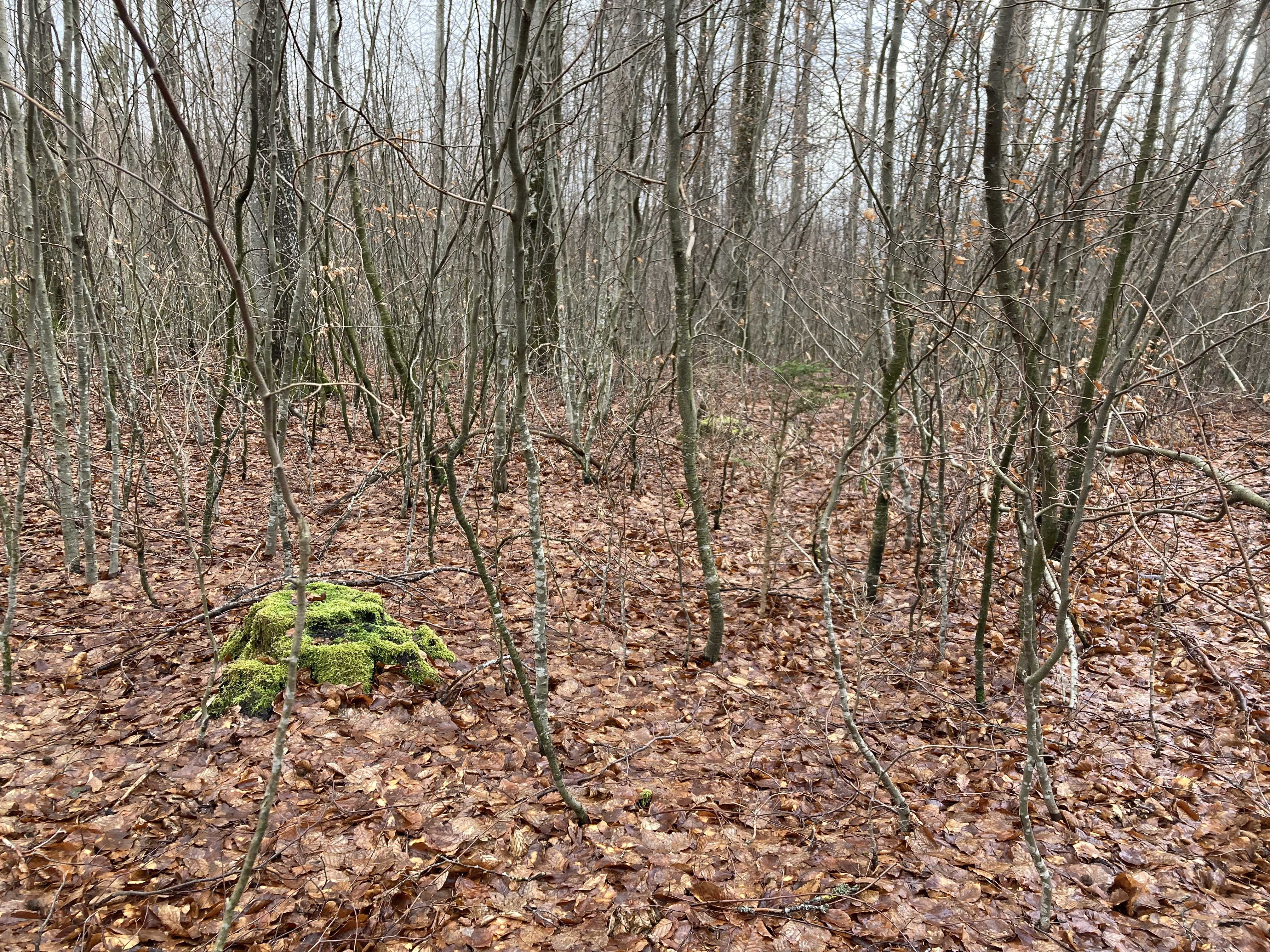
Hochberg (2022), Dickicht nahe der Gipfelebene
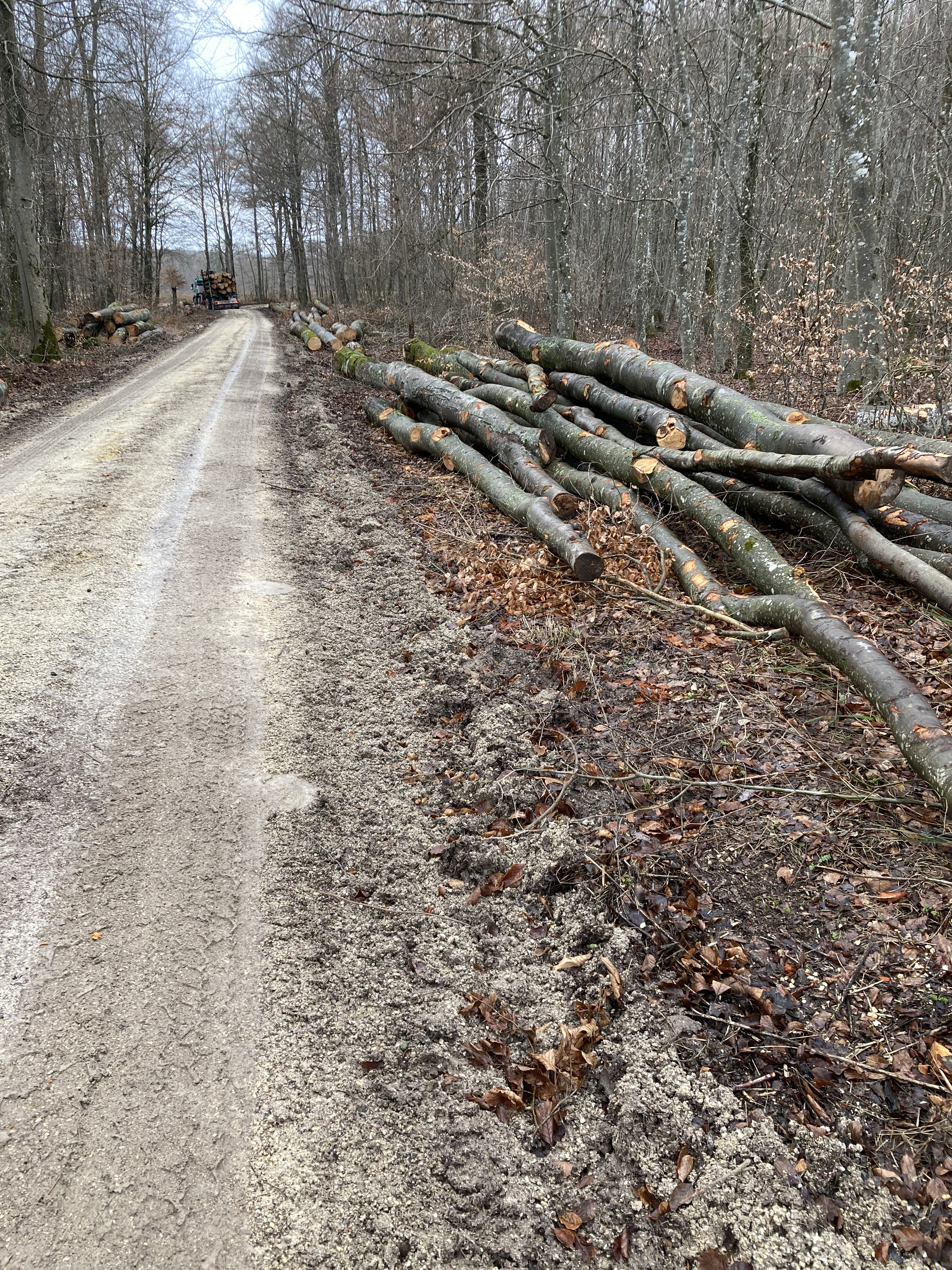
Hochberg (2022), forstwirtschaftliche Spuren nahe Küpfendorf
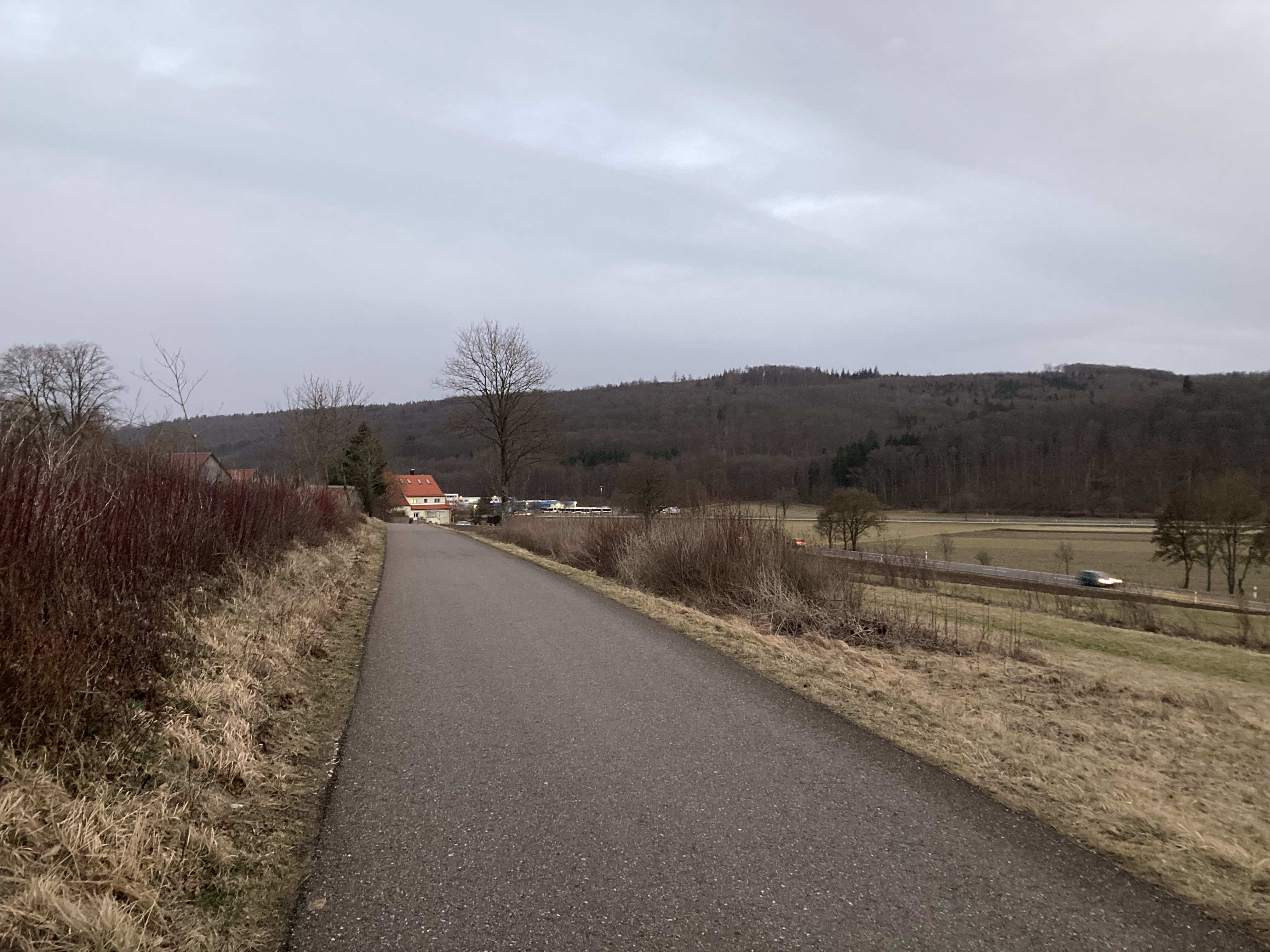
Blick auf den Hochberg aus dem Tal des Wentalgrabens (2022)

## Naturschutz
Der Hochberg mit Ausnahme des Liftbereichs gehört zum FFH-Gebiet Steinheimer Becken mit der Schutzgebiets-Nr. 7325341. Es befinden sich zudem mehrere Biotope im Bereich des Hochbergs, darunter auch das größte mit der Biotop-Nr. 273261353222 (Waldbestand mit schützenswerten Tieren) aus zwei Teilflächen mit gesamt 3,9363 ha.

## Bikepark

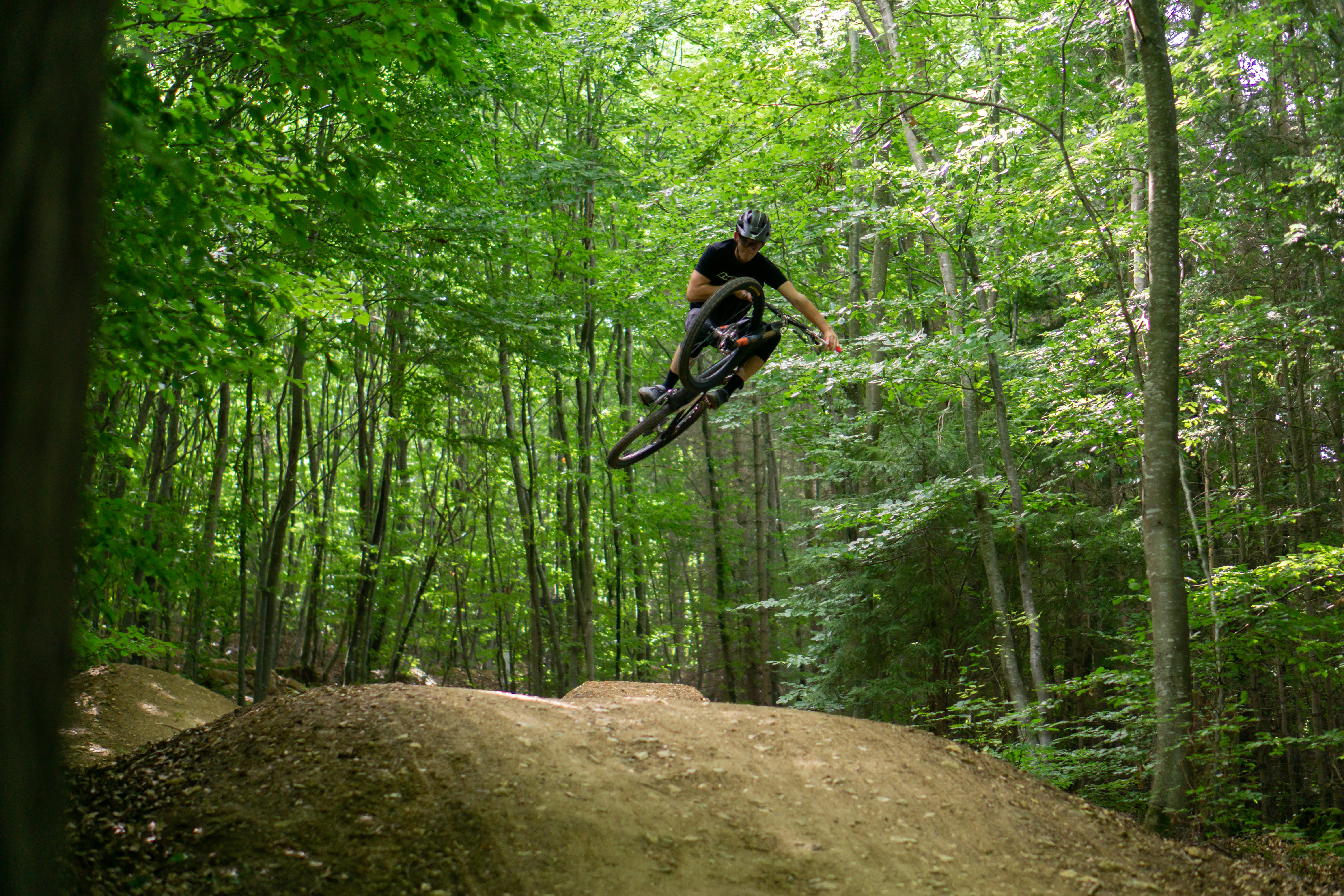
Freeride-Strecke am Hochberg

Über den Hochberg erstreckt sich ein Bikepark. Vom Parkplatz des Skilifts Hochberg ausgehend wurden für den Mountainbikesport geeignete Strecken ausgewiesen. Es gibt eine Rundstrecke für CrossCountry-Fahrer und am Skihang mehrere Strecken für Enduro- sowie Downhill-Fahrer (Anfänger oder Fortgeschrittene). Gäste können den Lift des Bikeparks während der Saison am Sonntag benutzen – Fahrer der Radsportabteilung des Heidenheimer Sportbunds können ihn im Sommer auch unter der Woche, am Dienstag oder Mittwoch, in Anspruch nehmen. Es gibt zudem eine Four Cross Strecke, auf der auch schon die Deutsche Meisterschaft im Four Cross ausgetragen wurde.

## Skihang
Der Skihang am Hochberg hat eine Länge von ca. 500 Metern bei einem Höhenunterschied von 120 Metern. Der Hang ist gleichmäßig geneigt (Einstufung Blau, leicht). Auf der mit Flutlicht ausgestatteten Anlage finden auch Skikurse statt. Bei schlechtem Wetter und wenig Betrieb behält sich der Betreiber vor, die Öffnungszeiten zu reduzieren.

## Lift

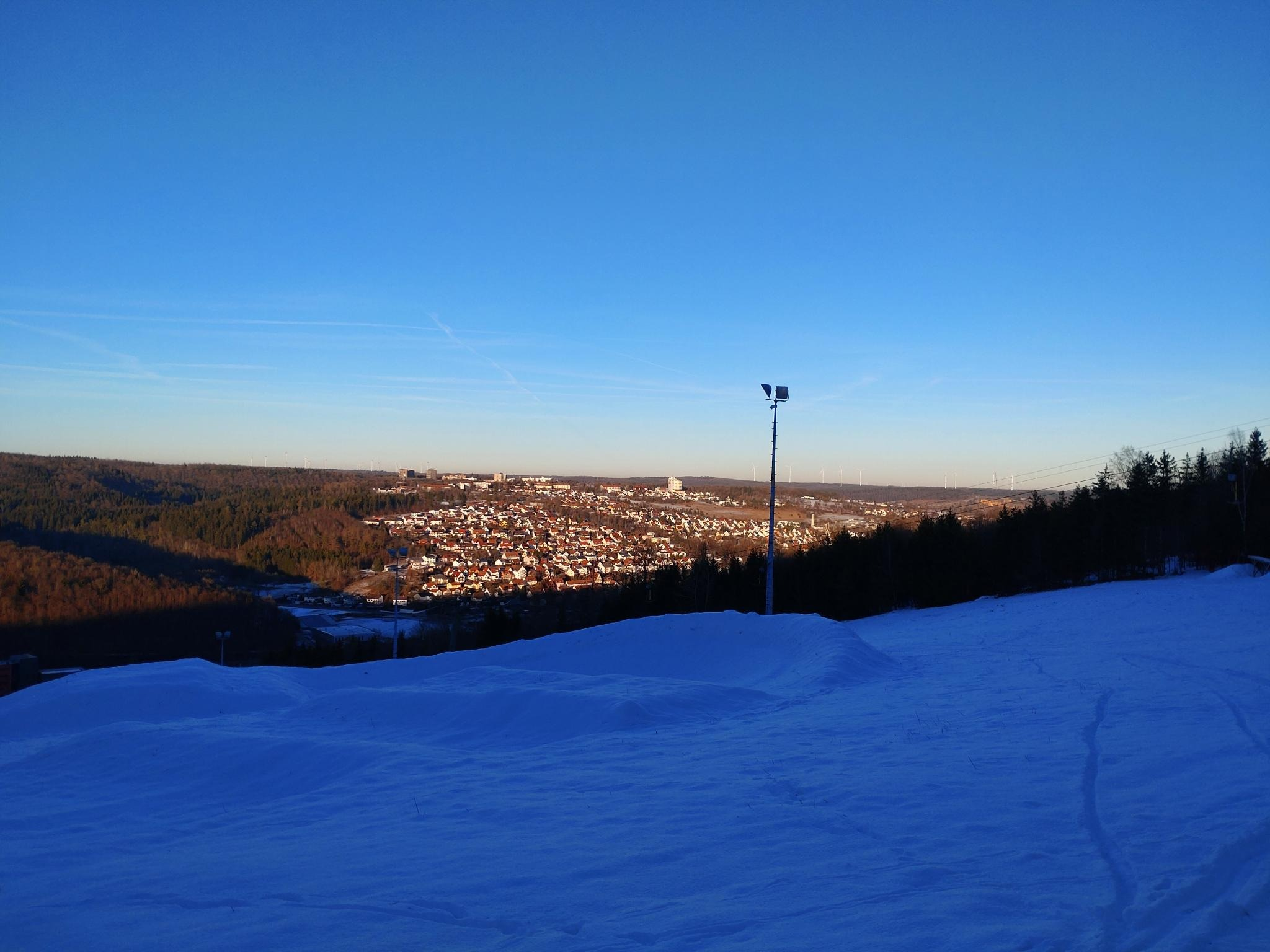
Lift im Winter (2022)

Der Schlepplift am Hochberg von Doppelmayr & Sohn (heutige Doppelmayr/Garaventa-Gruppe) wurde 1970 erbaut und ist das ganze Jahr über in Betrieb. Mit einer maximalen Seilgeschwindigkeit von drei Metern pro Sekunde schafft er es, bis zu 900 Personen pro Stunde den Hang hinaufzubefördern.
In den Sommermonaten wird der Lift für den Radsport genutzt, im Winter werden Wintersportler damit befördert. Der Lift wird vom Sportpark am Hochberg Heidenheim e. V. betrieben.

## Bergrettungswache

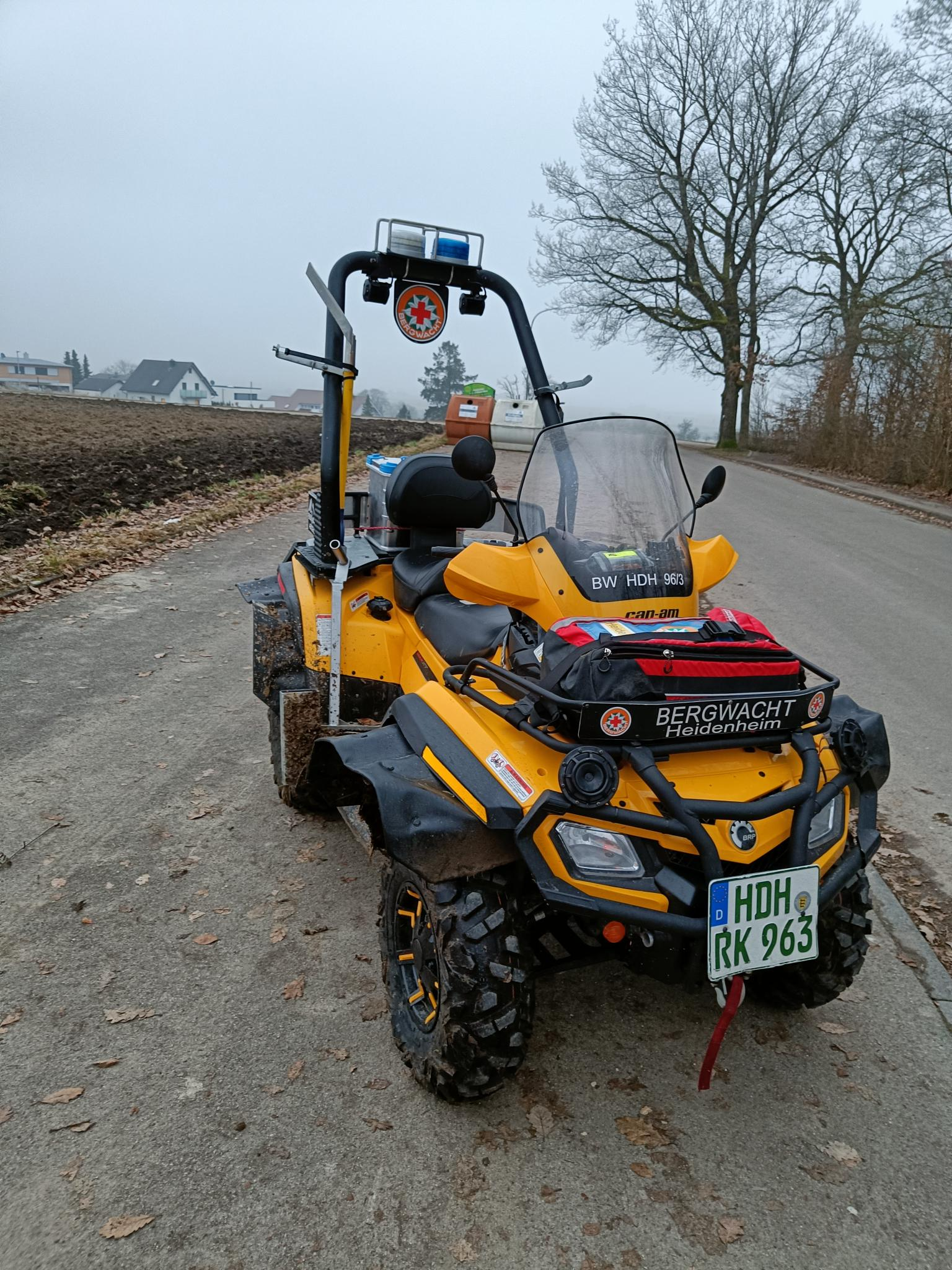
Einsatzmittel der DRK Bergwacht Heidenheim

Die Bergrettungswache am Fuße des Berges wird als Bereitschaftshütte, Einsatzmittelstätte sowie Treffpunkt der DRK Bergwacht Heidenheim (Mitglied der DRK Bergwacht Württemberg) genutzt. Sie ist donnerstags regelmäßig zu den Dienstabenden geöffnet. Im Winter öffnet die Wache neben den normalen Öffnungszeiten auch während des Liftbetriebs und ist in dieser Zeit zugleich bewirtet.